# Éva Fahidi

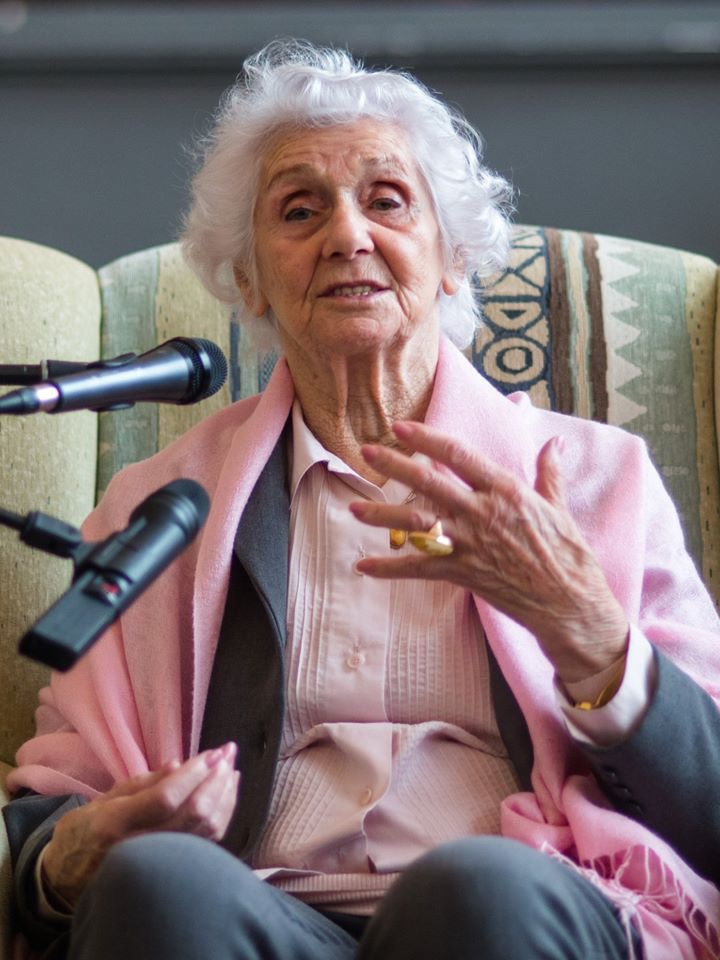
Éva Fahidi-Pusztai in Bünde, 9. November 2019

Éva Fahidi-Pusztai (* 22. Oktober 1925 in Debrecen; † 11. September 2023 in Budapest) war eine ungarische Zeitzeugin der Shoa. Ihre Familie wurde 1944 in das KZ Auschwitz-Birkenau deportiert und dort ermordet. Als einziges Familienmitglied wurde sie zur Zwangsarbeit in einem Außenlager des KZ Buchenwald im heutigen Stadtallendorf in Hessen ausgewählt und überlebte.
Ab 1990 besuchte sie Deutschland regelmäßig für Vorträge und Zeugenaussagen in NS-Prozessen. Im Jahr 2004 schrieb sie einen Bericht über das Erlebte.

## NS-Zeit
Éva Fahidi wuchs in einer großbürgerlichen ungarischen jüdischen Familie in Debrecen auf. 1936 konvertierte ihre Familie zum Katholizismus.
Am 29. April 1944 nahm die ungarische Gendarmerie, die mit dem Eichmann-Kommando zusammenarbeitete, die damals 18-Jährige mit ihren Eltern Irma und Dezső Fahidi und ihrer zehnjährigen Schwester Gilike fest und sperrte die Familie mit den anderen Juden der Stadt in ein neu errichtetes Ghetto. Am 14. Mai 1944 wurden sie in das Konzentrationslager Auschwitz-Birkenau deportiert. Ihre Mutter und ihre Schwester wurden direkt nach der Ankunft auf der Rampe von dem SS-Arzt Josef Mengele für die Gaskammer selektiert und dort ermordet. Ihr Vater starb an den unmenschlichen Haftbedingungen. Sie selbst wurde nach sechs Wochen in das zum KZ Buchenwald gehörige KZ-Außenlager Münchmühle überstellt, wo sie 12 Stunden täglich für die Sprengstoffwerke Allendorf und Herrenwald Zwangsarbeit leisten musste. Bei Kriegsende 1945 konnte sie bei einem Todesmarsch entkommen.
49 Familienmitglieder wurden Opfer der Shoah, für ihre Eltern und ihre Schwester wurden im Jahr 2016 Stolpersteine in Debrecen verlegt.

## Nachkriegszeit
Nach einer monatelangen Irrfahrt als Displaced Person kehrte Éva Fahidi am 4. November 1945 nach Debrecen zurück. Ihr Elternhaus hatten andere Menschen in Beschlag genommen und verweigerten ihr den Zutritt. Sie war auf sich allein gestellt.
In der Volksrepublik Ungarn passte sich Fahidi der Erwartung des Regimes an und sprach nicht öffentlich über ihre Erlebnisse in der NS-Zeit. Sie schloss sich den ungarischen Kommunisten an und erhoffte sich eine bessere Gesellschaft. Jedoch ließ das Regime ihr geerbtes Grundeigentum wegen ihrer bürgerlichen Herkunft enteignen. Sie arbeitete als Industrieangestellte und stieg dank ihrer französischen Sprachkenntnisse zur Außenbeauftragten des ungarischen Stahlkombinats auf. Sie heiratete und lebte seither unter dem Familiennamen Pusztai-Fahidi unauffällig in Budapest. Dabei vermied sie Begegnungen mit Deutschen. Sie wollte niemals mehr die Sprache der Täter sprechen, las aber weiterhin Werke deutscher Autoren.

## Zeugin der Shoa

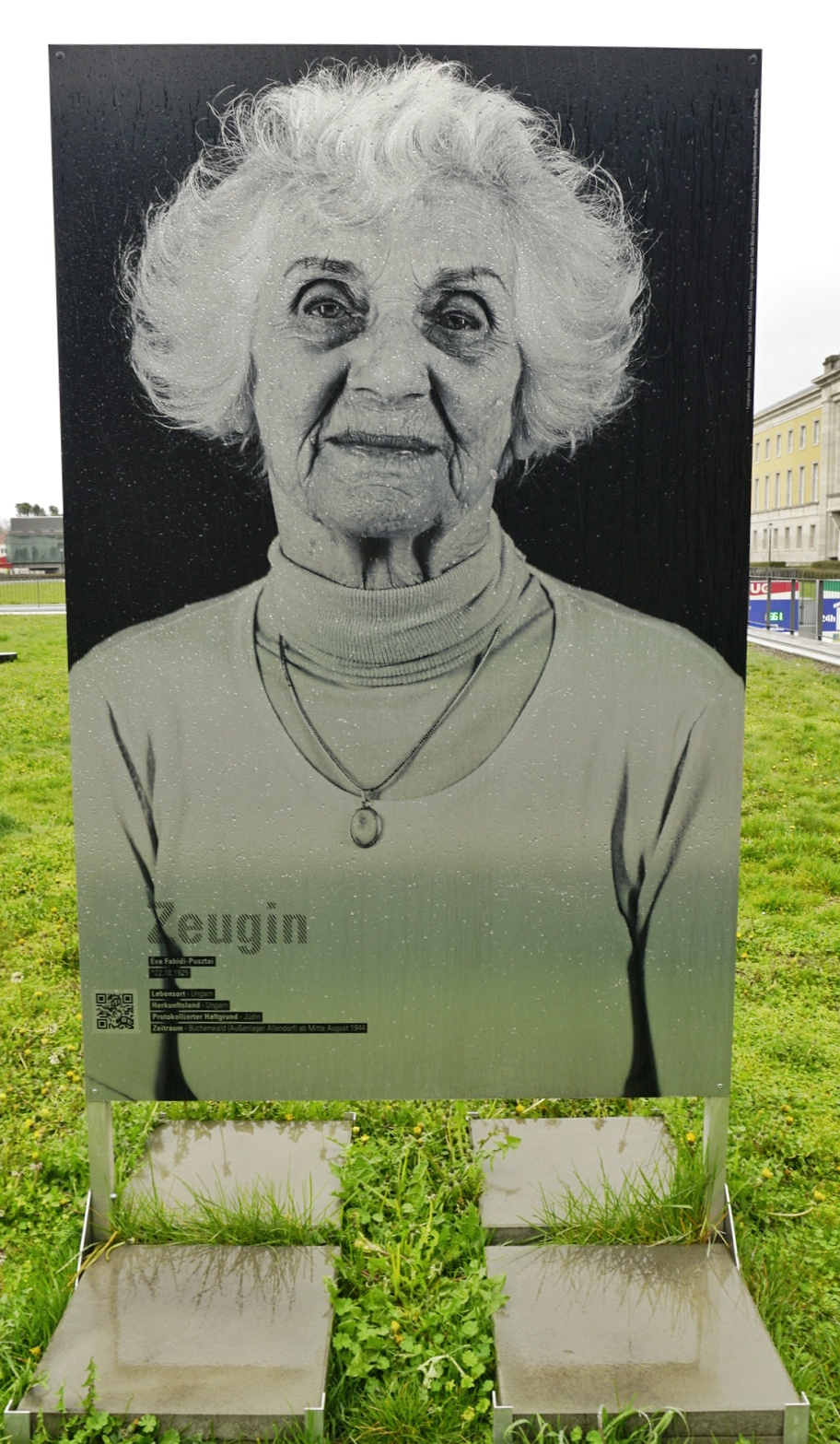
Porträt von Eva Fahidi-Pusztai, Teil der Ausstellung „Die Zeugen“ im öffentlichen Raum von Weimar

1989 veröffentlichte die Verwaltung von Stadtallendorf in ungarischen Zeitungen eine Suchanzeige nach ehemaligen Häftlingen des Außenlagers Münchmühle. Fahidi ließ sich überreden, als Übersetzerin mit nach Deutschland zu fahren. Im Oktober 1990 nahm sie an einer Begegnungswoche in Stadtallendorf teil, bei der Kommunalvertreter die ehemaligen Häftlinge um Verzeihung baten. Seitdem besuchte sie den Ort regelmäßig, hielt Vorträge, gab Interviews, befragte andere Zeitzeugen und führte Schulklassen durch die Gedenkstätte. Dort sind unter anderem Kleidungsstücke von ihr und ihrer Schwester aus ihrer Häftlingszeit ausgestellt.
Im Juli 2003, am genauen Jahrestag ihrer Ankunft 1944, besuchte sie auch die Gedenkstätten des Vernichtungslagers Auschwitz. Seitdem sprach sie dort regelmäßig vor Gruppen in der Jugendbegegnungsstätte in Oświęcim. Nach ihrer Aussage wurde das Erzählen der Schrecken, die sie dort erlebte und über die sie bis 2003 geschwiegen hatte, eine Form der Trauma-Verarbeitung: „Für mich ist das wirklich eine Erlösung, dass ich jetzt davon so viel reden kann, wie ich nur will… Sonst würde ich verrückt werden.“ Seitdem schrieb sie ihre Erinnerungen auf. Das Buch Anima rerum wurde 2004 zunächst in einer deutschen Übersetzung herausgegeben und 2011 erneut aufgelegt.
2011 erklärte sich Fahidi bereit, als Zeugin der Nebenklage in den Strafprozessen gegen die ehemaligen KZ-Aufseher Hans Lipschis und Johann Breyer auszusagen. Beide waren 1944 in einem Sturmbann der SS-Totenkopfverbände in Auschwitz-Birkenau an der Ermordung der ungarischen Juden beteiligt, möglicherweise auch bei der Selektion der Familie Fahidi. Dabei ging es ihr nach eigener Aussage nicht um die Bestrafung der Täter, sondern um das öffentliche Bezeugen ihrer Geschichte.
2015 war Fahidi Nebenklägerin beim Prozess gegen Oskar Gröning und nahm am Prozess teil. Ab 2015 trat sie in einem Tanztheaterstück Sea Lavender über ihr Leben auf.
2019 widmete die Gedenkstätte Deutscher Widerstand Fahidi eine Ausstellung, zu deren Eröffnung sie auftrat. Als eine der letzten Überlebenden der Shoa äußerte sie die Hoffnung, dass das Gedenken daran auch nach ihrem Tod durch Bücher, Dokumente, Erinnerungsorte wirksam wachgehalten werde: „Das darf nicht noch einmal und kann auch nicht noch einmal passieren.“ Der Holocaust sei ein entsetzlicher Schock für die Menschheit gewesen. Das werde vielleicht erst nach dem Ableben der letzten Zeugen voll bewusst. Die Zeit danach könne eine neue Art der Erinnerungskultur einläuten. Sie hoffe, dass dann alle Menschen erkennen, „dass sie sich daran beteiligen müssen“.
Die Stadt Weimar hat am 11. April 2020 Éva Fahidi-Pusztai zur Ehrenbürgerin ernannt.

## Schriften
- Anima rerum, meine Münchmühle in Allendorf und meine wahren Geschichten. Stadtallendorf 2004.
- Anima rerum: a dolgok lelke. Tudomány Kiadó, Budapest 2005, ISBN 978-963-8194-51-0.
- Die Seele der Dinge. Aus dem Ungarischen übersetzt von Doris Fischer. Hrsg. im Auftrag des Internationalen Auschwitz-Komitees und der Gedenkstätte Deutscher Widerstand. Lukas-Verlag, Berlin 2011, ISBN 978-3-86732-098-6 (Rezension von Günther B. Ginzel, 9. November 2011).